# Lucía Gil
Lucía Gil Santiago (Fuenlabrada, Comunidad de Madrid, 29 de mayo de 1998) es una cantante, actriz y presentadora española. Se hizo conocida por ganar el concurso de Disney Channel My Camp Rock.

## Trayectoria

### 2006-2011: Comienzos,My Camp Rock,Gran ReservayToy Story 3
A la edad de siete años participó en el concurso de Veo veo, y participó en cuatro ediciones del concurso, en el cual ganó tres años consecutivos y obtuvo, por ello, numerosos premios y menciones del jurado. Más tarde, grabó un vídeo en el que interpretaba la canción «This Is Me» de Demi Lovato para el concurso My Camp Rock de Disney Channel España. Este concurso consistía en un campamento de verano en el que se aprendía a cantar, bailar y actuar, donde los monitores eran estrellas Disney. Lucía Gil se convirtió en la ganadora del concurso. Tras ganar el concurso, tuvo la oportunidad de grabar con Ismael García, el presentador del concurso y actor de Cambio de clase, la canción «Blanca Navidad».
En 2009, comenzó como actriz en la serie del canal televisivo La 1, Gran Reserva. La serie fue estrenada el 15 de abril de 2010, en el que interpretó a Claudia, la única hija de la familia Cortázar. Su personaje falleció al final de la primera temporada.
En 2010 se estrenó My Camp Rock 2 (la película), y por esto, comienza de nuevo el concurso donde Lucía presenta los vídeos de los concursantes, siendo monitora del campamento junto a otros artistas. En su caso, se encargó de ayudar a Ana Mena, quien finalmente ganó el concurso. Lucía participó en la banda sonora de la película Camp Rock 2: The Final Jam con la versión en español de la canción «You're My Favorite Song» que se tituló «Tú eres mi canción». También formó parte de la banda sonora de Toy Story 3 con la canción «Cuando estamos juntos» (en inglés «We Belong Together») junto a otros artistas. Además, dobló la voz a Molly, la hermana de Andy.

### 2011-2014:La girayVioletta
Entre 2011 y 2013 protagoniza la serie La Gira de Disney Channel España, donde interpreta a Laura, la vocalista del grupo Pop4U. El 16 y 17 de diciembre de 2011, en el teatro Capitol de Madrid, Pop4U dieron sus primeros conciertos en solitario. El 13 de marzo de 2012, junto a Paula Dalli y Daniel Sánchez García como banda, bajo el nombre de Pop4U, publican su primer disco.
El 1 de octubre de 2011, Lucía comienza a presentar el programa musical de La 2 Pizzicato, junto a Patrick Criado, hasta diciembre del mismo año. Entre 2013 y 2014 Lucía Gil participa en la serie Violetta de Disney Channel, en el que hace el papel de Lena, la hermana de Natalia (interpretada por Alba Rico), y es estudiante de la escuela de música llamada «On Beat Studio». Ese mismo año, fue coconductora del programa de radio «Interactiva» junto con Josep Lobató y Cristina Vitamina, transmitido por la radio Happy FM.
En 2013 Lucía graba una serie llamada The Avatars, una producción con actores y actrices estadounidenses y equipo técnico español que se rodó en inglés para el mercado internacional. La serie, se grabó en Madrid y fue producida por Portocabo (filial gallega del Grupo Boomerang) en acuerdo con Fly Distribuzione TV y Brave Films. Cuenta con 52 episodios de 24 minutos de duración cada uno y es una versión de la serie juvenil EBand de la RAI y Disney Channel Italia.
Lucía publica su primer álbum de estudio en solitario en 2014. Dicho CD se titula Mas allá del país de las princesas. El primer sencillo del disco es «Perdí la Apuesta».
Lucía también ha protagonizado una miniserie patrocinada por Risi llamada #XQEsperar. Esta miniserie consta de diez capítulos de cinco minutos de duración cada uno, los cuales se han ido emitiendo en Neox desde el 22 de marzo de 2014 hasta el 31 de mayo de 2014. El título de la serie viene de la canción «Hoy Vuelvo a Empezar», que pertenece al primer disco de la artista. El 14 de mayo de 2014 Lucía publica un libro titulado Mis cinco colores de la felicidad, el cual es un conjunto de frases y reflexiones de autoayuda escritas por la propia cantante, donde los lectores pueden escribir sus propios pensamientos.
La actriz fue nominada y finalista a ganar el premio al "Mejor Selfie" en la gala de los Neox Fan Awards 2014. En la gala interpretó su canción «Hoy Vuelvo a Empezar». También presentó los premios al "Mejor Presentador" y al "Programón".

### 2015-2018: Yo quisiera, La llamada y Tu cara me suena
En 2015 protagoniza la primera temporada de Yo quisiera es una serie emitida en el canal Divinity, de lunes a jueves. En la serie, Lucía interpreta a Lana, una chica aparentemente normal, no demasiado popular, que se convierte en una bloguera de moda famosa. Ha compuesto todas las canciones de la serie junto a Christian Sánchez. El 9 de diciembre de 2015 se publicó la banda sonora de la serie, que incluye 14 canciones, las cuales son interpretadas por los protagonistas. En 2018 volvió a protagonizar la segunda y última temporada de la serie.
Desde febrero del 2017, participa en el musical de éxito La llamada que se representa en el Teatro Lara de Madrid, interpretando el papel de Susana Romero. En 2019 y 2021 regresa con la gira con del musical. Desde septiembre de 2017 hasta 2018 protagonizó en teatro La habitación de Verónica con Lara Dibildos. Ese mismo año participa en la sexta edición de Tu cara me suena, donde obtiene el puesto de subcampeona.

### 2018-presente: Wake Up y Servir y proteger
En 2018 participa en la serie Wake Up en Playz, la plataforma de contenidos digitales de RTVE. En esta serie trabajaba con artistas como Diego Domínguez y Andrea Guasch, con los que ya había coincidido antes en Violetta y La Gira. En enero de 2019 se incorpora con un papel secundario a la serie diaria de TVE Servir y proteger, interpretando a la Jessica On Line, una influencer.
En marzo de 2020 y durante la cuarentena en España compone y publica en redes la canción Volveremos a brindar acompañada de un vídeo de edición propia con imágenes de personas en su día a día frente al confinamiento.

## Filmografía

### Series de televisión
| Año       | Título            | Personaje           | Episodios    | Cadena                       |
| --------- | ----------------- | ------------------- | ------------ | ---------------------------- |
| 2010-2011 | Gran Reserva      | Claudia Cortázar    | 14 episodios | La 1                         |
| 2011-2013 | La gira           | Laura               | 38 episodios | Disney Channel España        |
| 2012-2015 | Violetta          | Helena "Lena" Vidal | 18 episodios | Disney Channel Latinoamérica |
| 2013-2014 | The Avatars       | Carmen              | 52 episodios | Disney Channel Italia        |
| 2014      | XQEsperar         | Lucía               | 10 episodios | Neox                         |
| 2015-2018 | Yo quisiera       | Lana Madero         | 88 episodios | Divinity                     |
| 2018      | Wake Up           | Luna                | 6 episodios  | Playz                        |
| 2019      | Servir y proteger | Jessica On Line     | 8 episodios  | La 1                         |
| 2023      | Las invisibles    | Judit               | 1 episodio   | SkyShowtime                  |

### Programas de televisión
| Año       | Título                         | Rol                                                | Cadena                |
| --------- | ------------------------------ | -------------------------------------------------- | --------------------- |
| 2006-2009 | Veo Veo                        | Concursante                                        | Telemadrid            |
| 2009      | My Camp Rock                   | Ganadora                                           | Disney Channel España |
| 2010      | My Camp Rock 2                 | Profesora                                          | Disney Channel España |
| 2011      | Pizzicato                      | Presentadora                                       | La 2                  |
| 2013      | La Gira: luces, cámara, acción | Presentadora                                       | Disney Channel España |
| 2013      | Esperando a Violetta           | Presentadora                                       | Disney Channel España |
| 2013-2015 | Neox Fan Awards                | Presentadora                                       | Neox                  |
| 2014      | Tu cara me suena mini          | Invitada como Selena Gomez                         | Antena 3              |
| 2014-2015 | Pasapalabra                    | Invitada                                           | Telecinco             |
| 2016      | Un, dos, ¡chef!                | Invitada                                           | Disney Channel España |
| 2016      | Tu cara me suena 5             | Invitada como Natalia Jiménez (La Quinta Estación) | Antena 3              |
| 2018      | Tu cara me suena 6             | Concursante. Segunda Finalista                     | Antena 3              |
| 2018      | MasterChef Junior (España)     | Invitada                                           | TVE                   |
| 2019      | Tu cara me suena 7             | Invitada como Eva Simons                           | Antena 3              |
| 2019      | El sabor es ciego VIP          | Participante                                       | Nova                  |
| 2023      | Dúos increíbles                | Concursante                                        | La 1                  |

### Obras de teatro
| Año             | Título                    | Personaje     | Notas           |
| --------------- | ------------------------- | ------------- | --------------- |
| 2017 - 2023     | La llamada                | Susana Romero | Papel principal |
| 2017-2018       | La habitación de Verónica | Susan Kerner  | Papel principal |
| 2022-2023       | Tadeo Jones: El musical   | Sara          | Papel principal |
| 2024 - presente | Mecano Experience         | Lucía         | Sergio Alcover  |

## Libros
| Año  | Título                        | Editorial | Páginas |
| ---- | ----------------------------- | --------- | ------- |
| 2014 | Mis 5 colores de la felicidad | Altea     | 136     |
| 2020 | Mientras dure el verano       | Esencia   | 448     |
| 2021 | El planeta que inventemos     | Esencia   | 384     |

## Discografía

### Álbumes de estudio
| Título                             | Detalles de álbum | Posición más alta | Posición más alta |
| Título                             | Detalles de álbum | ESP               |                   |
| ---------------------------------- | --- | ----------------- | ----------------- |
| Más allá del país de las princesas | - Primer álbum de estudio como solista - Lanzamiento: 25 de noviembre de 2013 - Discográfica: Lugilator Records / Boa Music - Formato(s): CD, descarga digital | 45                |                   |

### Bandas sonoras
| Título                              | Detalles de álbum                                                                                        | Posición más alta | Posición más alta |
| Título                              | Detalles de álbum                                                                                        | ESP               |                   |
| ----------------------------------- | --- | ----------------- | ----------------- |
| Yo quisiera (Banda sonora original) | - Lanzamiento: 9 de diciembre de 2015 - Discográfica: Mediaset España - Formato(s): CD, descarga digital | ―                 |                   |

### Bandas sonoras (con el grupo Pop4U)
| Título  | Detalles de álbum | Posición más alta |
| Título  | Detalles de álbum | ESP               |
| ------- | --- | ----------------- |
| La gira | - Banda sonora de la serie de Disney Channel, La Gira - Título inglés: La Gira Season 2 (Spanish Version) - Lanzamiento: 12 o 13 de marzo de 2012 - Discográfica: Walt Disney Records / EMI Music Spain S.A. - Formato(s): CD + DVD, descarga digital | 12                |

### Canciones
| Año  | Canción                                      | Notas                                                                                      |
| ---- | -------------------------------------------- | ------------------------------------------------------------------------------------------ |
| 2009 | «Blanca Navidad»                             | Con Ismael García                                                                          |
| 2010 | «Tú eres mi canción»                         | Versión en español de la canción «You're My Favorite Song»                                 |
| 2010 | «Cuando estamos juntos (de "Toy Story 3")»   | Canción junto a varios artistas.                                                           |
| 2011 | «A girar»                                    | Con Pop4U                                                                                  |
| 2011 | «Drive»                                      | Con Pop4U                                                                                  |
| 2011 | «Esta vida es una carrera»                   | Con Pop4U                                                                                  |
| 2011 | «Ours To Win»                                | Con Pop4U                                                                                  |
| 2011 | «Un Beso»                                    | Con Pop4U                                                                                  |
| 2011 | «One Kiss»                                   | Con Pop4U                                                                                  |
| 2011 | «Make a Wave»                                | Con Daniel Sánchez                                                                         |
| 2011 | «Inténtalo»                                  | Versión en español de la canción «Determinate» (con Pop4U)                                 |
| 2011 | «Feliz Navidad te deseo cantando»            | Canción para Navidad del 2011 junto a Pop4U                                                |
| 2011 | «La lluvia»                                  | Versión de la canción de Carlos Matarí con los arreglos de María Villalón                  |
| 2012 | «Somos un equipo From "Austin & Ally"»       | Versión en español de «Can't Do It Without You» (con Pop4U y Breaking Ice)                 |
| 2012 | «Eléctrica»                                  | Con Pop4U                                                                                  |
| 2012 | «Electric»                                   | Con Pop4U                                                                                  |
| 2012 | «Voy a subir»                                | Con Pop4U                                                                                  |
| 2012 | «I'm Going Up»                               | Con Pop4U                                                                                  |
| 2012 | «Preparados Para Volar»                      | Con Pop4U                                                                                  |
| 2012 | «Try Again»                                  | Con Pop4U                                                                                  |
| 2012 | «Superstar (Versión de Lucía Gil)"»          | Con Pop4U                                                                                  |
| 2012 | «Eléctrica (Versión solista de Lucía Gil)"»  | Con Pop4U                                                                                  |
| 2013 | «Perdí la apuesta»                           | Composiciones propias                                                                      |
| 2013 | «Tu vas a ser para mí»                       | Composiciones propias                                                                      |
| 2013 | «Mi calle sin ti»                            | Composiciones propias                                                                      |
| 2013 | «Ya se te olvidó»                            | Composiciones propias                                                                      |
| 2013 | «Como el humo del café»                      | Composiciones propias                                                                      |
| 2013 | «Yo Quisiera»                                | Composiciones propias                                                                      |
| 2013 | «Beyond the princesses'land»                 | Composiciones propias                                                                      |
| 2013 | «Hoy vuelvo a empezar»                       | Composiciones propias                                                                      |
| 2013 | «El Último Baile»                            | Canción compuesta por María Villalón                                                       |
| 2013 | «Soy»                                        | Compuesta por Álvaro Benito.                                                               |
| 2013 | «Las Mismas Estrellas»                       | Compuesta por la artista como dedicatoria a una amiga que vive en Argentina                |
| 2013 | «Siempre Estas Allí »                        | Versión de la canción de Barón Rojo                                                        |
| 2014 | «#XQEsperar» (B.S.O de la serie #XQEsperar2) | Tema de apertura de la segunda temporada de la serie "#XQEsperar?"                         |
| 2015 | «Perdidos»                                   | Con Christian Sánchez                                                                      |
| 2015 | « Yo quisiera (Versión TV)»                  | Canción compuesta por ella e interpretada junto a Christian Sánchez                        |
| 2015 | «Ella es la tormenta»                        | Canción compuesta por ella                                                                 |
| 2015 | «Mentiroso»                                  | Canción compuesta por ella para la serie Yo quisiera                                       |
| 2015 | «Pyromania»                                  | Canción compuesta por ella para la serie Yo quisiera                                       |
| 2015 | «Ojalá te vaya bien»                         | Canción compuesta por ella para la serie Yo quisiera                                       |
| 2015 | «My World turn is now»                       | Canción compuesta por ella para la serie Yo quisiera                                       |
| 2015 | «November Night»                             | Canción compuesta por ella para la serie Yo quisiera                                       |
| 2015 | «Miedo»                                      | Canción compuesta por ella para la serie Yo quisiera                                       |
| 2015 | «Vuelvo a pensar en ti»                      | Canción compuesta por ella para la serie Yo quisiera                                       |
| 2015 | «Rota»                                       | Canción compuesta por ella y Melendi                                                       |
| 2015 | «Heroes»                                     | Canción con Christian Sánchez                                                              |
| 2015 | «Llegas y te vas»                            | Canción compuesta por Christian Sánchez y cantada por los dos                              |
| 2015 | «Hoy me toca reir»                           | Canción compuesta por ella y cantada junto a Christian Sánchez                             |
| 2015 | «Nosotros sin nosotros»                      | Canción compuesta por Christian Sánchez y cantada por los dos                              |
| 2015 | «The woman power»                            | Canción con Natalia Rodríguez                                                              |
| 2016 | «Fool 2 Try»                                 | Compuesta junto al artista Melendi                                                         |
| 2016 | «Bésame»                                     | Canción junto al artista José de Rico estrenada el 15/07/2016                              |
| 2017 | «Hasta Que Salga El Sol»                     | Canción junto a la banda Atacados                                                          |
| 2017 | «Taste The Feeling»                          | Canción grabada para la marca Coca Cola                                                    |
| 2017 | «Dragonfly»                                  | Canción compuesta por ella misma                                                           |
| 2017 | «Cuando Deja De Llover»                      | Parte de la banda sonora del libro Hasta Que Salga El Sol de Megan Maxwell                 |
| 2017 | «No Necesito A Nadie»                        | Parte de la banda sonora del libro Hasta Que Salga El Sol de Megan Maxwell                 |
| 2017 | «Limites»                                    | Canción junto a Rosco                                                                      |
| 2018 | «Seré»                                       | Canción compuesta por ella cuyo videoclip es creado, producido y codirigido por ella       |
| 2018 | «Wake Up»                                    | Tema de apertura de la serie Wake Up                                                       |
| 2018 | «Flashback»                                  | Canción compuesta por ella                                                                 |
| 2018 | «Tus Labios Rojos»                           | Canción junto a Salvador Beltrán                                                           |
| 2018 | «El Chiringuito de Jugones»                  | Tema de apertura del programa El chiringuito de Jugones                                    |
| 2019 | «Lo que es nuestro»                          | Canción compuesta por Lucia Gil y Natalia Gil                                              |
| 2019 | «The Show Must Go On»                        | Canción junto a CoolKillers                                                                |
| 2020 | «Volveremos a brindar»                       | Canción sobre la Cuarentena de 2020 compuesta por ella misma y publicada en redes sociales |
| 2021 | «Plástico»                                   |                                                                                            |
| 2022 | «El Suplente»                                |                                                                                            |
| 2022 | «La Mafia»                                   |                                                                                            |

## Premios y nominaciones
| Año  | Premio                               | Categoría               | Resultado |
| ---- | ------------------------------------ | ----------------------- | --------- |
| 2014 | Premios TeenWeekly 2014              | Mejor Cantante Femenina | Nominada  |
| 2014 | Neox Fan Awards                      | El selfie más guapo     | Finalista |
| 2014 | Premios Star TV 2014                 | Mejor Artista Juvenil   | Ganadora  |
| 2016 | Melty Future Awards 2016             | Cool Is Everywhere      | Finalista |
| 2016 | Nickelodeon Kids' Choice Awards 2016 | Mejor Artista Español   | Ganadora  |